# Альби-3
Альби́-3 (фр. Albi-3) — кантон во Франции, находится в регионе Юг-Пиренеи, департамент Тарн. Входит в состав округа Альби.
Код INSEE кантона — 8103. В состав кантона входит 8 коммун и часть коммуны Альби. Центральный офис расположен в Альби.
Кантон был образован в марте 2015 года. В состав новообразованного кантона вошли коммуны упразднённых кантонов Альби-Нор-Уэст (6 коммун), Альби-Уэст (2 коммуны) и часть коммуны Альби.

## История
Новая норма административного деления, созданная декретом от 17 февраля 2014 года, вступила в силу на первых региональных (территориальных) выборах (новый тип выборов во Франции). Таким образом, единые территориальные выборы заменяют два вида голосования, существовавших до сих пор: региональные выборы и кантональные выборы (выборы генеральных советников). Первые выборы такого типа, на которых избирают одновременно и региональных советников (членов парламентов французских регионов), и генеральных советников (членов парламентов французских департаментов), состоялись в два тура 22 и 29 марта 2015 года. Эта дата официально считается датой создания новых кантонов и упразднения части старых. Начиная с этих выборов, советники избираются по смешанной системе (мажоритарной и пропорциональной). Избиратели каждого кантона выбирают Совет департамента (новое название генерального Совета): двух советников разного пола. Этот новый механизм голосования потребовал перераспределения коммун по кантонам, количество которых в департаменте уменьшилось вдвое с округлением итоговой величины вверх до нечётного числа в соответствии с условиями минимального порога, определённого статьёй 4 закона от 17 мая 2013 года.

## Население
Население кантона на 2015 год составляло … человек.

## Коммуны кантона
| Коммуна            | Население, чел. (2012) | Почтовый индекс | Код INSEE |
| ------------------ | ---------------------- | --------------- | --------- |
| Альби              |                        | 81000           | 81004     |
| Вильнёв-сюр-Вер    | 472                    | 81130           | 81319     |
| Каньяк-ле-Мин      | 2349                   | 81130           | 81048     |
| Кастельно-де-Левис | 1545                   | 81150           | 81063     |
| Майок              | 253                    | 81130           | 81152     |
| Марсак-сюр-Тарн    | 2988                   | 81150           | 81156     |
| Милаве             | 86                     | 81130           | 81166     |
| Сент-Круа          | 373                    | 81150           | 81326     |
| Терсак             | 1074                   | 81150           | 81297     |